# Цыбиков, Бимба Доржиевич
Бимба́ Доржи́евич Цы́биков (1912—2006) ― российский бурятский учёный-историк, заложивший основы советской бурятской исторической науки в Бурят-Монголии, кандидат исторических наук.

## Биография
Родился 20 ноября 1912 года в улусе Иволга Оронгойской волости Верхнеудинского уезда Восточносибирской губернии.
Окончил Ленинградский историко-лингвистический институт (ЛИФЛИ) в 1934 года. После этого учился в аспирантуре Института народов Севера в 1934-1935 годах, однако учёбу там пришлось прервать. 
Вернувшись на родину работал сотрудником Бурят-Монгольского НИИ языка, литературы и истории при Совете Министров Бурят-Монгольской АССР. 
В 1938 году поступил в аспирантуру МГУ. В начале Великой Отечественной войны Цыбиков ушёл добровольцем в ряды московского ополчения. 
После войны вернулся в Бурят-Монголию, здесь преподавал историю в Бурят-Монгольском педагогическом институте, работал по совместительству в НИИ культуры и экономики (БМНИИКЭ). 
Затем работал в Бурятском комплексном НИИ и Бурятском институте общественных наук Бурятского филиала Сибирского отделения АН СССР (БИОН БФ СО АН СССР).
Выйдя на пенсию в 1973 году работал в Институте монголоведения, буддологии и тибетологии СО РАН. 
Скончался 6 мая 2006 года в Улан-Удэ.

## Научная деятельность
Автор 15 монографий, брошюр, около 100 научных статей. В частности, в 1947 году написал монографию «Разгром унгерновщины», посвящённый периоду Гражданской войны в Забайкалье, эта работа не утратила научного значения до нашего времени.

## Память
- В посёлке Иволгинск одна из улиц названа в честь Бимбы Цыбикова[2].